# Jaci Hargreaves
Jaci Ferreira Hargreaves (Bagé, 20 de outubro de 1931 — São Paulo, 1 de agosto de 2008) foi um arquiteto brasileiro que projetou cerca de 160 prédios residenciais ou comerciais, com destaque para o Edifício São Luís Gonzaga, na Avenida Paulista.
Nascido no sul, ainda criança veio para o Rio de Janeiro. Era filho de Sebastião Hargreaves, descendente de ingleses e espanhóis, e de Maria da Conceição Ferreira, ambos mineiros. Optou pela arquitetura por força dos encantos que via no desenho, na espacialidade organizada e no sentido objetivo com que encarava a construção. Antes de concluir o 2° grau, fez o Curso do Instituto Oberg, destinado a formação média de desenhistas-projetistas nas áreas da engenharia e da arquitetura. Destacando-se ali, foi imediatamente contratado para tornar-se professor. 
Ingressou na Faculdade Nacional de Arquitetura da Universidade do Brasil em 1951, enfrentando com sucesso um duro vestibular. Ainda estudante ingressou como desenhista-projetista na construtora Abade & Vinci, de grande atividade edilícia em momento especial do Rio, ainda capital do país. Diplomado em 1955, Jaci integrou seu quadro de profissionais, já conhecedor da intrincada legislação de obras da Cidade (então Distrito Federal).
Logo a seguir, ingressou na Graça Couto Comércio e Indústria onde permaneceu por 10 anos, realizando projetos em muitos lugares do Brasil, tais como uma usina termelétrica em Manaus, além de muitas edificações residenciais e comerciais, estimulando que a construção considerada trivial ganhasse níveis de qualidade inesperados. A Embaixada dos EUA no Brasil (hoje, Consulado Americano na Avenida Presidente Wilson) projetada pelo arquiteto americano Wallace K. Harrison, da firma Harrison & Abramovitz, foi construída pela Graça Couto, com Jaci comandando o desenvolvimento do projeto para ajustá-lo à Legislação Municipal do Rio de Janeiro. 
Interessado nas artes, em geral, Jaci fez Curso Livre de Cenário e Direção Teatral com Gianni Rato, diretor italiano que se radicara no Brasil nos anos de 1960. Ganhando a admiração do mestre, Jaci foi convidado a projetar para Brasília o que seria o “Teatro dos Quatro”, destinado a abrigar companhia teatral com o próprio Rato, Fernanda Montenegro, Fernando Torres e Paulo Autran. 
Ultrapassada esta etapa, Jaci Hargreaves associou-se a Edison Musa, arquiteto gaúcho radicado no Rio e com inúmeros projetos de grande qualidade  técnica e artística saídos de sua prancheta, muitos construídos pela construtora Gomes de Almeida Fernandes. Ampliando atividades, foi criada a Edison Musa Arquitetos Associados, instalada em São Paulo, ficando Jaci encarregado do escritório paulista desde 1970.
Centenas de projetos saíram então de sua prancheta, cerca de 160 prédios construídos, de natureza residencial ou comercial. Logo ao chegar a São Paulo, sob o traço de Jaci ergueu-se no Vale do Anhangabaú o Edifício do Banco Mercantil Finasa. Dentre alguns podemos destacar: Edifício São Luís Gonzaga, Edifício Winston Churchill, Edifício Monumento.
Desfeita a sociedade com o arquiteto Edison Musa, atuou como projetista e consultor em muitos projetos. Destaque-se um belo estudo para a Igreja do Colégio São Luiz, na Avenida Paulista, para que se introduzisse sob o coro um piso intermediário destinado a abrigar o novo órgão adquirido pela irmandade religiosa. Apresentou brilhante e difícil solução espacial e construtiva, sem perturbar o interior do templo, lamentando-se a obra não ter sido realizada.
Perfeccionista, Jaci trabalhava de modo a manter condições dignas de remuneração dele e das equipes que lhe davam suporte. 
O arquiteto Antonio Carlos Duarte, juiz-forano, em seu mais recente livro “Arquitetura Moderna em Juiz de Fora” (Edição Funalfa - MG - 2017), chama nosso biografado de Mestre entre outros mestres. Duarte não esconde o quanto aprendeu com ele como seu estagiário, nos anos de 1970.